# Компетентност
Компетентност је способност да се испуне захтеви посла којим се особа бави. Компетентност у социјалном раду подразумева релевантно образовање и способност да се обављају радна задужења и постижу циљеви социјалног рада у складу са етичким кодексом професије. У правном систему се компетентност односи на капацитет да се разуме захтев или правни процес и поступи разумно.

## Значај процене и усавршавања компетентности
Компетенција је способност коју појединац показује учинцима и достигнућима у послу или задатку. Компетенције су знање, вештине и искуство. Циљ развоја компетенција је стицање, употреба и размена компетенција запослених, неопходних за унапређење квалитета њиховог рада и пружање разних услуга.
Зато се у пракси користе бројне традиционалне методе за процењивање професионалног рада у некој професији. Често су се ове методе заснивале на испитивању знања и вештина појединаца уз тек понеки покушај процене ставова професије у пракси. Овакви приступи су обично сувише поједностављени и са ограниченом применом и зато не успевају да процене разноликост радне праксе или да омогуће појединцима да примете напредак током времена. 
Развој појединих професија последњих година у Свету наглашава потребу да се обезбеди компетентност сваке професије за пружање максимума на одговарајућем нивоу. У пракси се данас јављају два оквира за усавршавање компетентности  (заснованих на компетенцијама): један који се односи на општу праксу (оквир за општи ниво) и други, који се односи на виши, напредни стручни ниво (оквир за виши или консултантски ниво). Оквир за општи ниво компетенција користи се као подршка континуираном професионалном усавршавању у било којој професији.